# Brexit

Storbritannien och unionens 27 medlemsstater.

Storbritanniens utträde ur Europeiska unionen, även känt som brexit, inleddes formellt genom den brittiska regeringens begäran om utträde den 29 mars 2017 och verkställdes klockan 00.00 CET natten mellan den 31 januari och 1 februari 2020. Ursprungligen skulle brexit ha ägt rum den 29 mars 2019, men utträdet sköts upp upprepade gånger på grund av förseningar i ratificeringsprocessen av avtalet om Storbritanniens utträde ur Europeiska unionen.
Det brittiska utträdet ur Europeiska unionen var en konsekvens av att en majoritet av de (röstande) brittiska väljarna röstade nej till fortsatt brittiskt EU-medlemskap i folkomröstningen om Storbritanniens medlemskap i EU den 23 juni 2016.
Själva utträdet baserades på artikel 50 i fördraget om Europeiska unionen som ger varje medlemsstat rätt att begära utträde, vilket enligt artikeln äger rum två år senare genom att alla EU:s fördrag upphör att gälla för det landet ("avtalslös brexit"), alternativt vid en tidpunkt och på ett sätt som överenskoms i ett avtal mellan EU och det aktuella landet. Om Storbritannien skulle vilja återansluta sig ska denna begäran om medlemskap hanteras såsom för länder som inte varit medlemmar, vilket alla EU-länder måste godkänna, och gamla undantag och förmåner gäller inte såvida inte EU går med på dem.
Ett avtal har förhandlats fram mellan EU och Storbritanniens som anger en övergångsperiod, då frihandel, fri rörlighet för personer och de flesta andra EU-regler med en del undantag fortsatte att gälla Storbritannien, trots att de inte var medlem längre. Denna övergångsperiod upphörde midnatt mellan 31 december 2020 och 1 januari 2021. Ett mer permanent handelsavtal slöts några dagar innan det.

## Folkomröstningen
En folkomröstning om det brittiska medlemskapet i EU hölls den 23 juni 2016. En majoritet av de röstande röstade emot ett fortsatt EU-medlemskap. Den brittiska regeringen under premiärminister David Cameron avgick till följd av resultatet. En ny regering under premiärminister Theresa May tillträdde den 13 juli 2016. Den nya regeringen inledde planeringen inför att begära utträde ur unionen.

## Effekter av brexit och frågor att reda ut
EU och Storbritannien har behov av att komma överens om sitt framtida förhållande till varandra i en rad frågor.

### Handelsavtal
Den brittiska regeringen uttalade i juli 2018 att man bestämt att förhandla fram ett frihandelsavtal med EU som omfattar varor och jordbruksprodukter, dock inte tjänster, som ska innebära att man följer EU-regler för dessa. Talesättet "äta kakan och ha den kvar" har använts av Boris Johnson för att beskriva vad han vill åstadkomma.
Företrädare för EU har uttalat att man inte önskar ett skräddarsytt avtal om delvis deltagande i den inre marknaden.

### Ekonomiska effekter
En stor majoritet av ekonomer bedömer att Storbritannien kommer att förlora ekonomiskt på brexit sett på längre sikt. Det anses bli handelshinder och mindre utländska investeringar. Även brittiska regeringen har kommit fram till det.
På kort sikt har man redan under det första året sett en ökad inflation och minskad valutakurs för pundet. Det har gjort att britterna fått mindre för sina pengar.

### Brittisk ersättning till EU för utträdet
EU:s övriga medlemsländer kräver att Storbritannien håller dem skadeslösa för brexit. Olika summor har nämnts som skadestånd, till exempel 39 miljarder pund (cirka 450 miljarder kr). Även 92 miljarder pund har nämnts. Avtalet anger principer för hur detta ska beräknas. Storbritannien fortsätter att betala medlemsavgift (cirka 15 miljarder pund per år) och få bidrag (cirka hälften av det) under övergångstiden efter Brexit. Kvarvarande summa efter det har beräknats till 23 miljarder pund.

### Fri rörlighet för personer
Invandringen till Storbritannien pekades under kampanjen ut som ett hot mot ekonomi, säkerhet och brittisk (kulturell) identitet. Invandringsfrågan sågs som ett av de allra viktigaste skälen för dem som röstade för att lämna EU.
Rörlighetsdirektivet och förordningen om arbetskraftens fria rörlighet ger medborgare i EU-länder rätt att bo och att ta arbete i valfritt EU-land (om de kan försörja sig), vilket av EU kallas fri rörlighet för personer. I och med utträdet försvinner denna rätt för brittiska medborgare i resten av EU och för EU-medborgare i Storbritannien på utträdesdagen. För att behålla sin rätt att bo har många britter bosatta i andra EU-länder sökt medborgarskap där.
Eftersom Storbritannien inte vill ha kvar fri rörlighet för personer, har möjligheten till ett EES-avtal avvisats. Alla EES-länder har fri rörlighet med varandra. Det var under valrörelsen tal om att förhandla fram fri rörlighet med ett urval länder där många britter bor, till exempel Frankrike, Spanien och Irland, men detta har inte blivit något av.
Vad som ska gälla dem som redan bor utanför sitt medborgarskapsland, är inte klarlagt (december 2017), även om en övergångsperiod för EU-medborgare i Storbritannien nämnts. Svenskar boende i Storbritannien har oroat sig, och Svenska Kyrkan i London bjöd i december 2018 in en psykoterapeut att stötta oroliga medlemmar. Pensionärer fån EU/EES-länder kan permanent bosätta sig i andra EU/EES-länder och behålla full pension från hemlandet, men det kommer troligen inte att gälla de som bosatt sig i Storbritannien och britter i EU-länder, för vilka bara delar betalas ut.
För de flesta turister gör utbrytningen ingen större skillnad, eftersom Storbritannien ändå inte var med i Schengenområdet eller euroområdet. Valutakursfallet direkt efter folkomröstningen gör det lite billigare för turister i Storbritannien, medan britter får det dyrare att turista. Mobiltelefoni har dock blivit dyrare. Som jämförelse var priser för att ringa till Sverige juli 2017 samma som inom Sverige (vanligen gratis) vid besök i Storbritannien(EU) och Norge(EES), 6 kr/min i Schweiz och 15 kr/min i Serbien. År 2022 var priset för att ringa till Sverige vid besök i Storbritannien 2 kr/min
Arbetskraftbrist förutspåddes inom vissa sektorer där många från andra EU-länder arbetade. Under 2021 gjorde brist på lastbilsförare att bensin och diesel tog slut på många stationer, förvärrat av hamstring efter mediaskriverier.

### Gränskontroller och tullkontroller
Frågan om kontroller har delats upp i två frågor, dels mot Irland, som har en landgräns mot Storbritannien, dels mot övriga EU-länder.
Storbritannien och Irland ingår som EU-medlemmar inte i Schengenområdet, däremot ingår de i den gemensamma resezonen. Detta har inneburit att Storbritannien och Irland haft gränskontroll mot övriga EU-länder men inte mellan varandra. Storbritannien och Irland har velat behålla detta upplägg. I december 2017 kom EU och Storbritannien överens bland annat om att ingen gränskontroll ska inrättas längs Irlands gräns. Denna överenskommelse har sommaren 2018 inte avtalats ännu eftersom endast ett helhetsavtal planeras skrivas och det är mycket annat som man inte är överens om.
Med Storbritanniens utträde upphör tullfriheten gentemot EU. Det är sannolikt att tullkontroller måste upprättas längs Irlands gräns, även om det liksom för gränsen Sverige–Norge kunde gå att göra den ganska avslappnad för privatpersoner. EU har på Irlands anmodan lagt ett förslag kallad "Backstop" vilket innebär att Nordirland behåller frihandel med EU (efter övergångsperioden enligt avtalet), och att tullkontroller upprättas för färjor från Nordirland, men inga längs landgränsen. Det har inte Storbritanniens parlament gått med på eftersom man inte vill separera Nordirland på något sätt. EU har inte gått med på att ta bort detta, eftersom särskilt EU-medlemmen Irland prioriterar en öppen gräns. Starkt stöd för backstop har kommit från irlandsvänliga i Nordirland som inte vill ha tullkontoller på land, och starkt motstånd har kommit från brittiskvänliga i Nordirland som inte vill ha tullkontoller i färjelägen, vilket skapat farhågor om nya oroligheter där.
Ett annat problem är Gibraltar. Storbritannien och Spanien har sedan sekler en konflikt om området. Eftersom Storbritannien inte är med i Schengenområdet är det gränskontroller. Innan Spanien gick med i EU var gränsen Gibraltar–Spanien stängd, men EU tvingade Spanien att öppna gränsen och göra kontrollerna avslappnade. På grund av lägre arbetslöshet och högre löner i Gibraltar än i Spanien arbetar många spanjorer i Gibraltar, och på grund av brist på bostäder bor många gibraltarianer i Spanien nära gränsen, men de kan förlora rätten att bo kvar där. Spanjorer kan få svårt att få arbeta i Gibraltar. Gränskontrollerna kan hårdna när det blir EU:s yttre gräns och EU inte styr över dem.
När det gäller gränserna mellan Storbritannien utom Gibraltar och andra EU-länder än Irland, så finns ingen väg, endast järnväg, flyg och båttrafik. Där är det redan fullständiga personkontroller, och fullständiga tullkontroller antas tillkomma. Storbritannien, Belgien och Frankrike har avtal om att gränskontroller för tåg och färjor ska vara placerade i avgångsstation och avgångshamn men bemannas av ankomstlandets polis. Uttalanden har förekommit att dessa arrangemang borde upphöra vid brexit, så att asylsökande fritt kunde ta sig till passkontrollen på brittisk mark. Men avtalen är inte kopplade till EU utan är skrivna av de tre länderna och planeras inte sägas upp.
I november 2018 föreslog Europeiska kommissionen att brittiska medborgare får visumfrihet till Schengenområdet, under förutsättning att unionsmedborgare får visumfrihet till Storbritannien. EU har beslutat att 2021 införa elektroniska inresetillstånd liknande det ESTA som USA har, innebärande att alla inresande till Schengenområdet utom EES-medborgare (och de som har annat tillstånd såsom visum eller uppehållstillstånd) måste ansöka om tillstånd för inresa, vilket efter brexit inkluderar brittiska medborgare om inte undantag ges.
De som bor i Sverige och som handlar över nätet från Storbritannien kommer att behöva betala svensk moms och eventuellt tull. Det blir strikta tullfria kvoter på varor vid resa till eller från landet, och krav på moms och tull för större mängder.
I november 2018 presenterade Europeiska kommissionen en sammanställning över all förändringar som kommer att påverka personer som reser mellan Storbritannien och Europeiska unionen, till exempel vad gäller resehandlingar, visum, körkort, moms och tullar.
En tydlig effekt som synts efter Brexit är att pass för britter och EU-medborgare måste stämplas för resa mellan Storbritannien och EU, vilket tar längre tid, och skapat köer på flygplatser och för tunneltågen och krävt minskat antal passagerare, då det ofta inte finns plats att bygga ut passkontrollen tillräckligt mycket.

### Forskning och högre utbildning
Storbritannien kommer att förlora forskningsanslag från EU, och förlora studenter och forskare via EU:s utbytesprogram, och britter får svårare att studera i andra länder. 
Mellan 2007 och 2013 fick Storbritannien 8,8 mdr euro från EU för forskning och bidrog med 5,4 mdr.

Europeiska läkemedelsmyndigheten var baserad i London, men den flyttade 2019 till Amsterdam som en följd av Brexit. Europeiska bankmyndigheten flyttade 2019 från London till Paris.

### Relationer med länder utanför EU
EU har skrivit många avtal och fördrag med länder utanför EU. Storbritannien kommer inte att omfattas av dessa efter utträdet, och måste själva förhandla fram nya egna avtal som de vill ha. USA:s Brexit-stödjande president Donald Trump har lovat att gå med på ett frihandelsavtal mellan USA och Storbritannien.

### Effekter för EU
Ett antal länder som är mer skeptiska till utökad överstatlighet och ökat stöd till fattigare medlemsländer, bland andra Storbritannien, Sverige och Tyskland hade tillräckligt många röster i ministerrådet för att blockera beslut. När Storbritannien utträtt är det lättare för syd- och östeuropeiska stater att driva igenom reformer och ökade stöd och svårare att hålla budgetdisciplin.
I februari 2020 presenterades ett nytt förslag till långtidsbudget för EU, där medlemsavgiften höjs kraftigt (delvis för att täcka Storbritanniens bortfallna nettobidrag) och de traditionella stöden till jordbruk, regionalstöd, infrastruktur höjs, vilket gynnar mindre utvecklade länder med mycket jordbruk och missgynnar Sverige.

### Situation utan avtal
Förhandlingarna har gått trögt och sommaren 2018 talades det mer om vad som händer ifall inget avtal var godkänt senast utträdesdagen. I så fall skulle lämna Storbritannien EU på kvällen den dagen, och EU:s regler upphör att gälla för och gentemot Storbritannien, och frihandeln upphör mellan Storbritannien och EU. Det är osäkert vad det innebär och vissa har målat upp skräckscenarier medan andra såsom Theresa May har sagt att inget avtal är bättre än ett dåligt avtal. Eftersom både EU-länderna och Storbritannien är medlemmar av Världshandelsorganisationen (WTO) gäller dess minimiregler för handel. EU-kommissionen har gjort utredningar och listar 46 områden där man bör planera och besluta för att hålla nere problemen.
Även efter utträdet finns detta scenario starkt i bakgrunden eftersom utträdesavtalet är tidsbegränsat. Om inget permanent avtal finns när utträdesavtalet löper ut och det inte förlängs finns inget avtal.
Trafik
Ett område som man oroat sig för är flyget, där WTO-regler inte gäller. Istället gäller ICAO:s flygets friheter, men som utan avtal eller godkännande inte ens medger brittiska flygbolag och brittiska piloter att landa i EU och tvärtom. EU har avtal med många länder utanför EU om flygtrafik, och när Storbritannien lämnar EU utan avtal omfattas man inte av dessa, utan blir tvunget att skriva nya avtal om flyg ska gå alls. EU beslutade den 25 mars 2019 om regler för att säkerställa flygtrafiken. Dessa regler innebär att brittiska flygbolag får flyga med passagerare och gods mellan Storbritannien och EU, men inte inom EU eller mellan EU och andra länder, dock tillåts det senare under en övergångsperiod på mindre än ett år. Detta direktiv upphör dock 24 oktober 2020, vilket redan är en förlängning av ursprungsdatumet.
FN:s konvention om vägtrafik är inte utfärdad av EU och ger möjlighet för vägtrafik mellan EU och Storbritannien oberoende av avtal med EU. Tillfälliga besökare får köra med sitt befintliga körkort, men det gäller inte om man bosätter sig permanent, till skillnad från EU där alla medlemsstaters körkort gäller inom hela EU/EES. Transportstyrelsen meddelade att britter bosatta i Sverige visserligen enligt en ny svensk lag får köra i ett år efter Brexit med brittiska körkort, men förlorar Brexit-dagen rätten att byta dem mot svenska, utan behöver sedan genomföra kör- och kunskapsprov.
Fri rörlighet
Om inget avtal finns, upphör rörlighetsdirektivet och andra direktiv att avse Storbritannien. Då förlorar britter rätten att bosätta sig i EU, och EU-medborgare i Storbritannien. Dock har både Storbritannien och många EU-länder och Norge beslutat om övergångsregler som gäller något år.
Läkemedel
Det finns risk att viktiga mediciner får stora fördröjningar i transporterna mellan Storbritannien och EU, vilket gör att de kan ta slut både i Storbritannien eller EU (vissa mediciner tillverkas bara i Storbritannien, många i EU).
Flytten av EU:s läkemedelsmyndighet från London till Amsterdam har gett personalbrist, och andra myndigheter i EU såsom Läkemedelsverket har fått ta över en del.
Svenska övergångsregler
Sveriges regering har stiftat vissa övergångsregler för att underlätta för britter i Sverige vid avtalslöst utträde eller om ett avtal godkänns för sent för att hinna lagstiftas. De gäller i regel i ett år.
- Brittiska medborgare och deras familjemedlemmar behöver inte uppehålls- och arbetstillstånd under ett år från Brexit, och att ansökningar underlättas.
- Svenska medborgare i Storbritannien kan få pension, vårdkostnader och andra sociala trygghetsförmåner under 2019.
- Hälso- och sjukvårdspersonal med brittiska yrkeskvalifikationer kan få dem erkända i Sverige med ett enkelt beslut om ansökningen har gjorts före Brexit.
- Brittiska medborgare får undantag från avgifter för studier vid universitet och högskolor i Sverige som de var antagna till vid Brexit.
- Brittiska barn utan uppehållstillstånd får fortsatt gå i svensk skola.
- Brittiska körkort gäller för bosatta i Sverige i ett år från Brexit. Huvudregeln är att utländska körkort bara gäller första året i Sverige, och sedan måste de skaffa svenskt körkort. Byte till svenskt körkort ingår inte i förslaget, så att britter bosatta i Sverige behöver byta till ett svenskt före Brexit om de vill undvika krav på fullt körkortsprov.
- Ändring av passlagen är dock inte med[49] varför nationella id-kort sannolikt inte godkänns för flygresor från Sverige till Storbritannien efter utträdet. Under övergångsperioden under 2020 godkänns dock nationella id-kort, eftersom avtalet säger att direktiven ska gälla under perioden, vilket går före svenska passlagen.[50]
- Däremot kommer Storbritannien att godkänna nationella id-kort från EU/EES-länder och Schweiz åtminstone till 2021.[51] Dessutom kan passet behöva gälla i minst 6 månader efter resestart, jämfört med EU-regler där det bara behöver gälla under resan.[52]

## Utträdesprocessen

### Begäran om utträde
Premiärminister Theresa May meddelade den 2 oktober 2016 att hon planerade att utlösa artikel 50 i Lissabonfördraget i mars månad 2017. Därefter kommer landets utträde ur Europeiska unionen ske automatiskt två år efter det, om inget annat beslutas med enighet av alla medlemsländer. Meddelandet emottogs samma dag av Europeiska rådets president Donald Tusk som ett tydligt och välkommet besked, medan både Labour och Liberaldemokraterna förväntade sig mer information om vad som är målet med processen. Det var lite oklart om vad den brittiska konstitutionen sa om vissa frågor. Den partiövergripande Open Britain-kampanjen menade att Storbritanniens parlament behövde säga sitt i saken, och Skottlands försteminister varnade för att Skottlands parlament skulle kunna blockera beslutet.
Kampanjledaren på brexitsidan, Iain Duncan Smith, menade dock att processen hade kunnat inledas snabbare än så.
May meddelade samma dag att Storbritannien inte planerar söka ett EES-avtal eller ett avtal liknande det Schweiz har som innehåller fri rörlighet för personer och varor. Storbritannien vill söka ett avtal med EU om frihandel och andra viktiga ämnen.
Storbritanniens högsta domstol beslutade den 24 januari 2017 (efter ett överklagat beslut i High Court med liknande resultat) att ett parlamentsbeslut krävs, samt att Skottlands parlament inte har rätt att styra i frågan.
Underhuset godkände den 1 februari förslaget om att begära utträde, medan överhuset godkände det 13 mars 2017 efter lite turbulens där underhuset blockerat överhusets försök till ett mer EU-vänligt förslag.
Storbritanniens premiärminister anmälde formellt landets avsikt om utträde enligt artikel 50 via ett brev som överlämnades av EU-ambassadören till Europeiska rådets ordförande den 29 mars 2017.

### Återtagande
Den 10 december 2018 beslutade Europeiska unionens domstol, med anledning av Storbritanniens aktiverade begäran om utträde, att en begäran om utträde kan (enligt landets konstitutionella regler) tas tillbaka utan att andra medlemsländer behöver godkänna det, om det görs innan utträdet eller ett avtal om utträde trätt i kraft. Däremot är det tydligt angivet i artikel 50 att förlängning av de två åren från anmälan till utträde kräver enhälligt stöd av alla medlemsländer.

### Förhandlingar
Angela Merkel uttalade den 29 mars att förhandlingar om de framtida relationerna ska starta först efter det att förhandlingarna om utträdet avslutats. Förhandlingarna om villkor för utträdet, till exempel om ekonomiska åtaganden, startade 19 juni 2017. Storbritannien hade då gått med på att förhandla om villkor för utträdet innan en förhandling om framtida relationerna startas.
Förhandlingarna påbörjades 19 juni 2017, med David Davis som brexitminister och brittisk chef för förhandlingarna, och Michel Barnier som EU:s förhandlingschef. Vissa överenskommelser gjordes under hösten. I många frågor var det olika ståndpunkter så att överenskommelser inte snabbt nåddes. Theresa May höll ett tal i Florens där hon erbjöd att betala 20 miljarder euro som kompensation för framtida uteblivna bidrag till EU och att alla EU-medborgare redan bosatta i Storbritannien skulle få bo kvar utan tidsgräns. Några överenskommelser om detta nåddes inte under hösten. 
EU går i princip  med på att låta Storbritannien och Irland själva styra över gränskontroller, medan tullunionen måste säkerställas, och att detta inte kan få påverka Storbritanniens gränskontroller mot övriga EU.
I december 2017 kom man överens om en del punkter, bland annat om att ingen gränskontroll ska inrättas längs Irlands gräns, och om kompensationen och många andra punkter. Fortfarande återstår mycket. Parterna har haft olika ståndpunkter och har båda fått ge efter på vissa punkter för att få igenom andra, vilket kommer att fortsatt behövas om det ska bli ett slutligt avtal.
EU:s förhandlare sa att ett avtal bör finnas senast oktober 2018 för att EU:s institutioner (Europeiska unionens råd och Europaparlamentet) samt det brittiska parlamentet ska hinna godkänna det senast mars 2019.

### Utträdesavtalet
Den 12 juli 2018 offentliggjordes ett förslag framtaget av premiärminister May och delar av brittiska regeringen, och som i media kallas Chequers plan (efter slottet Chequers). Det föreslog att Storbritannien ska följa EU-regler inom statsstöd, miljö, regler för konsumentvaror med mera, och få begränsad frihandel med EU. Brexitministern David Davis och utrikesministern Boris Johnson som ville ha en hårdare brexit avgick efter planen offentliggjorts.
I november 2018 enades brittiska regeringen och Europeiska kommissionen om ett avtal, som den 14 november 2018 offentliggjordes av kommissionen. För att det ska gälla måste det (enligt artikel 50) godkännas av Europeiska unionens råd, Europaparlamentet och det brittiska parlamentet, vilket det särskilt i det sistnämnda fallet inte är säkert att det blir accepterat.
Detta avtal täcker endast villkoren för utträdet. Det anger en övergångsperiod tills 31 december 2020, då betydande delar av EU:s lagstiftning (som såsom medlem varit en del av brittisk lag) fortsätter att gälla i Storbritannien, och i EU gentemot Storbritannien. Det gäller bland annat frihandel, fri rörlighet för personer och de flesta andra EU-regler med en del undantag. Undantagen gäller dels sådant som Storbritannien tidigare hade undantag från, dels fråntagen rätt att delta i EU:s institutioner, och en del annat. Storbritannien ska betala 39 miljarder pund i ersättning för utträdet. Den irländska landgränsen ska åtminstone under övergångsperioden inte ha kontroller.
Om detta avtal inte godkänns av det brittiska parlamentet kommer troligen utträdet ske utan avtal, vilket avslutar all frihandel och fri rörlighet med mera på utträdesdatumet. Spanien krävde för att inte hindra avtalet, och fick igenom, att framtida avtal mellan EU och Storbritannien inte ska inkludera Gibraltar om inte Spanien godkänner det, eller att området ska täckas av särskilda avtal mellan Storbritannien och Spanien. Premiärminister May tog initiativ till en omröstning i brittiska parlamentet den 10 december, men drog tillbaka den strax innan, efter att ett åtskilliga ledamöter från det egna Tory-partiet samt andra partier inte velat stödja avtalet.

### Det brittiska parlamentets godkännande av ett scenario för utträde
Den 15 januari 2019 röstade det brittiska parlamentet nej till avtalet. En andra omröstning om samma avtal skedde den 12 mars, som även det röstades ned av det brittiska parlamentet. Dagen efter röstade parlamentet nej till att lämna EU utan avtal. Dagen efter det röstade parlamentet ja till att regeringen skulle försöka fördröja Brexit till 30 juni 2019 och att rösta en tredje gång om avtalet. 
Premiärminister May begärde den 20 mars en senareläggning av Brexit till 30 juni 2019. Europeiska rådet beslutade istället att senarelägga Brexit bara två veckor till 12 april, såvida det brittiska parlamentet inte röstar ja till avtalet varvid Brexit skulle ske 22 maj. Detta med syfte att ge tid för parlamentet att rösta men inte mer, samt om de röstar ja, tid att godkänna det i EU och medlemsländerna.
Den 27 mars lade parlamentet självt fram åtta förslag och röstade om dem, där alla resultat var Nej, bland annat att lämna utan avtal, att gå med i EES och EFTA, ha en ren tullunion med EU, dra tillbaka Brexit, ny folkomröstning med flera. Den 29 mars ordnade premiärministern en tredje omröstning om avtalet med EU, denna gång utan den politiska deklarationen i avtalet, dock återigen med Nej som resultat. Den största stötestenen som hindrade parlamentet att rösta för avtalet var "Backstop", att Nordirland i framtiden ska ha en tullunion med EU, vilket Storbritannien som helhet inte vill ha. Parlamentet vill inte ha en tullgräns till Nordirland.
Den 11 april 2019 antog Europeiska rådet ett nytt beslut om att senarelägga utträdesdatumet. Denna gång till den 31 oktober 2019, förutsatt att Storbritannien deltog i Europaparlamentsvalet 2019 (23-26 maj), alternativt godkände avtalet före valet, annars skulle utträde utan avtal ske den 1 juni. I Europaparlamentsvalet blev det brittiska valdeltagandet högre än vanligt, och många EU-skeptiska som annars inte röstat röstade på Brexitpartiet, som grundats 20 januari 2019 och blev största parti och som vill ha en hård Brexit utan fördröjning. Liberaldemokraterna som är EU-positiva växte starkt också. Theresa Mays konservativa parti förlorade långt över hälften av sina mandat i Europaparlament.
Den 18 juli beslutade parlamentet att det inte får entledigas av regeringen i oktober. Den väntade nye premiärministern Boris Johnson som står för en hård Brexit hade annars kunnat entlediga parlamentet och låta en hård Brexit utan avtal ske automatiskt. Parlamentet vill förhindra en Brexit utan avtal men har å andra sidan röstat nej till alla andra förslag också. Boris Johnson tillträdde som premiärminister 24 juli 2019. Han klargjorde att Storbritannien kommer att lämna EU den 31 oktober med eller utan avtal. Han begärde i augusti ändå entledigande av parlamentet från 9 september till 14 oktober under kraftiga protester och med start av domstolsprocesser.
Domstolsprocessen gav 24 september utslaget i högsta domstolen att det begärda entledigande av parlamentet inte var lagligt, och det innebar att parlamentet sammanträdde igen dagen efter.
Parlamentet beslutade den 4 september 2019 om en lag om förbud mot utträde utan avtal och att premiärministern måste begära uppskjutande av utträdet om inget avtal finns den 19 oktober.
 Boris Johnson föreslog då att nyval skulle hållas den 15 oktober, vilket inte nådde nödvändiga två tredjedels stöd i parlamentet eftersom Labour la ner sina röster.

### Det andra utträdesavtalet och ett tredje uppskjutande av Brexit
Den 17 oktober 2019 enades premiärminister Johnson och Europeiska kommissionen med stöd av Europeiska rådet om ett ändrat avtal, där backstoppen ändrats så att varuflödet mellan Nordirland och Irland kan hållas fritt. Till skillnad från det ursprungliga utträdesavtalet kommer Storbritannien, inklusive Nordirland, att stå utanför EU:s tullunion. Varor som transporteras till Nordirland kommer att förtullas enligt EU:s tullsatser för att inte tullkontroller mellan Nordirland och Irland ska behövas. Tullavgifterna kommer att betalas tillbaka för de varor som faktiskt säljs i Nordirland. Detta gäller både varor från Storbritannien och från EU. Vissa av EU:s produktbestämmelser kommer att vara tillämpliga i Nordirland för att säkerställa det fria flödet av varor mellan Irland och Nordirland. Precis som med det ursprungliga utträdesavtalet kommer den fria rörligheten för personer, inklusive den gemensamma resezonen, att kunna upprätthållas mellan Irland och Storbritannien. Labour-ledaren uttalade att hans parti inte kommer att stödja det vid en omröstning i parlamentet. 
Parlamentet beslutade lördagen den 19 oktober att skjuta upp beslutet om eventuellt godkännande och kräva senarelagt datum för Brexit. Premiärministern följde lagen från 4 september och begärde denna förlängning. Europeiska rådet beslutade den 28 oktober att senarelägga Brexit från det tidigare datumet 31 oktober 2019 till 31 januari 2020. Den 22 oktober beslutade parlamentet godkänna en lagstiftning som implementerar större delen av avtalet med EU.
Efter flera försök fick premiärminister den 29 oktober igenom ett beslut om tidigarelagt val, för att få folkets stöd om att lösa dödläget i parlamentet. Detta val hölls 12 december 2019, och premiärministers parti, de konservativa, fick en stor framgång.
Den 20 december 2019 godkände parlamentet utträdesavtalet, efter att valet givit premiärministern tillräckligt stort stöd i parlamentet för det. Europaparlamentet godkände utträdesavtalet den 29 januari 2020 med 621 röster mot 49. Europeiska unionens råd ratificerade avtalet den 30 januari 2020, vilket var den sista instansen för att avtalet ska kunna träda i kraft den 1 februari 2020.

## Förhandlingar efter utträdet
Efter Storbritanniens utträde ur Europeiska unionen inleddes förhandlingar om ett partnerskapsavtal mellan Storbritannien och EU. Avtalet kommer att reglera villkoren för handel och andra frågor av gemensam angelägenhet efter det att övergångsperioden som regleras genom utträdesavtalet har upphört. Den 25 februari 2020 bemyndigade Europeiska unionens råd Europeiska kommissionen att inleda förhandlingarna på EU:s vägnar. I slutet av februari 2020 meddelade Storbritanniens premiärminister Boris Johnson att den brittiska regeringen är beredd att dra sig ur förhandlingarna om inte Storbritanniens krav tillmötesgås från EU:s sida. I så fall skulle handel mellan EU och Storbritannien omfattas av WTO:s minimiregler med start den 1 januari 2021. Förhandlingarna påbörjades 5 mars men avbröts snart på grund av Covid-19 och ersattes med brevväxling. I mitten på april fick man ordning på videokonferenserna och förhandlingarna återupptogs den vägen. Det har blivit tydligt att det kommer att bli svårt att komma överens i vissa frågor om inte ståndpunkterna kraftigt ändras. I september hade förhandlingarna inte kommit mycket längre utan parterna höll på sina principer. Samma månad avslöjades att brittiska regeringen planerade lagstiftning som bröt mot avtalet. Denna lagstiftning avsåg fri varuhandel mellan Storbritannien och Nordirland. Detta försämrade tonläget mellan Storbritanniens och EU:s ledare. Den 4 december 2020 tillkännagav förhandlingscheferna Frost och Barnier att de givit upp möjligheten att nå ett avtal, och överlämnar till regeringscheferna Boris Johnson och Ursula von der Leyen att förhandla direkt med varandra. Johnson och Leyen hade under november gjort positiva uttalanden om möjligheten till ett avtal, men förhandlingarna direkt mellan dem var till en början inte framgångsrika.
Stötestenar är bland annat följande:
- EU vill att Storbritannien följer EU:s regelverk för produkter, statsstöd med mera. Storbritannien är beredd att i huvudsak följa dem men vill inte vara direkt bunden av regelverken utan inflytande.[106][107]
- EU vill att Storbritannien antingen ingår i Gemensamma fiskeripolitiken vilket innebär att EU-länderna får stora fiskerättigheter i brittiska vatten. Eller så kommer fisk och skaldjur inte ingå i frihandeln. EU vill dessutom helst inte att fiske lämnas utanför avtalet.[107]
- EU vill att Europeiska unionens domstol ska bestämma i tvister om tillämpningen av handelsavtalet i enskilda fall. Men det är EU:s domstol och Storbritannien är inte med i den. Storbritannien vill att en separat domstol, där Storbritannien är med, ska döma.[107]
- Finansiella tjänster är en stor bransch i Storbritannien. Storbritannien har varit en ingång för företag och andra från andra världsdelar vad gäller finansiella tjänster i EU. EU vill ensidigt styra över tillstånd om brittiska finansföretag fortsatt ska kunna representera kunder i EU. Många kunder går inför slutliga Brexit över till finansföretag i EU.[108]
- Nordirlands status, som reglerades i avtalet, har väckt ogillande hos många i Storbritannien, och det har dykt upp igen under förhandlingsperioden.

Den 24 december 2020 kom EU och Storbritannien slutligen överens om ett handelsavtal. Detta efter att eftergifter sent gjorts på de kontroversiella punkterna, där särskilt Storbritannien gjort stora eftergifter, såsom att EU har rätt till fiskekvoter under en övergångsperiod och att Storbritannien inte deltar i EU gällande finansiella tjänster (eventuellt kommer ett avtal om det senare). Avtalet kommer bland annat att möjliggöra tullfri handel och brittiskt deltagande i ett antal olika EU-program, däribland forskningsprogrammet Horizon Europe, men inte till exempel utbytesprogrammet Erasmus. Storbritannien kommer med avtalet fortfarande att stå utanför större delen av det EU-samarbete som landet tidigare deltog i, däribland den inre marknaden, tullunionen, stora delar av rättsliga och inrikes frågor, den gemensamma utrikes- och säkerhetspolitiken med mera. Även om handeln kommer kunna fortsätta utan tullar och kvoter, tillkommer tullformaliteter från och med den 1 januari 2021 eftersom Storbritannien då lämnar tullunionen med EU. Tvister kommer att hanteras av ett särskilt nybildat råd.
Den 31 december 2020 kom Spanien och Storbritannien (på Gibraltars önskemål) överens om att Gibraltar borde ingå i Schengenområdet och i inre marknaden. Spanien ska leda beslutsprocessen inom EU om detta. Förhandlingar om detta påbörjades efter klartecken från EU i oktober 2021. Även detta har en del stötestenar såsom fri rörlighet för anställningar och tullkontroller.